# Maamannan
 (juillet 2023).
La mise en forme du texte ne suit pas les recommandations de Wikipédia : il faut le « wikifier ».
Les points d'amélioration suivants sont les cas les plus fréquents. Le détail des points à revoir est peut-être précisé sur la page de discussion.
- Les titres sont pré-formatés par le logiciel. Ils ne sont ni en capitales, ni en gras.
- Le texte ne doit pas être écrit en capitales (les noms de famille non plus), ni en gras, ni en italique, ni en « petit »…
- Le gras n'est utilisé que pour surligner le titre de l'article dans l'introduction, une seule fois.
- L'italique est rarement utilisé : mots en langue étrangère, titres d'œuvres, noms de bateaux, etc.
- Les citations ne sont pas en italique mais en corps de texte normal. Elles sont entourées par des guillemets français : « et ».
- Les listes à puces sont à éviter, des paragraphes rédigés étant largement préférés. Les tableaux sont à réserver à la présentation de données structurées (résultats, etc.).
- Les appels de note de bas de page (petits chiffres en exposant, introduits par l'outil «  Source ») sont à placer entre la fin de phrase et le point final[comme ça].
- Les liens internes (vers d'autres articles de Wikipédia) sont à choisir avec parcimonie. Créez des liens vers des articles approfondissant le sujet. Les termes génériques sans rapport avec le sujet sont à éviter, ainsi que les répétitions de liens vers un même terme.
- Les liens externes sont à placer uniquement dans une section « Liens externes », à la fin de l'article. Ces liens sont à choisir avec parcimonie suivant les règles définies. Si un lien sert de source à l'article, son insertion dans le texte est à faire par les notes de bas de page.
- La présentation des références doit suivre les conventions bibliographiques. Il est recommandé d'utiliser les modèles {{Ouvrage}}, {{Chapitre}}, {{Article}}, {{Lien web}} et/ou {{Bibliographie}}. Le mode d'édition visuel peut mettre en forme automatiquement les références.
- Insérer une infobox (cadre d'informations à droite) n'est pas obligatoire pour parachever la mise en page.

Pour une aide détaillée, merci de consulter Aide:Wikification.
Si vous pensez que ces points ont été résolus, vous pouvez retirer ce bandeau et améliorer la mise en forme d'un autre article.
Pour plus de détails, voir Fiche technique et Distribution.
Maamannan (trad. Empereur) est un thriller politique tamoul sorti en 2023. Il est écrit et réalisé par Mari Selvaraj et produit par Udhayanidhi Stalin. Le film met en vedette Fahadh Faasil, Vadivelu, Udhayanidhi Stalin, Keerthy Suresh.
Maamannan est sorti le 29 juin 2023 et a reçu des critiques positives de la part des critiques,.

## Synopsis
Maamannan est un député appartenant à la communauté opprimée, qui a gravi les échelons après avoir été un simple membre d'un parti politique à Salem,Tamil Nadu. Le fils de Maamannan, Athiveeran "Veera", est un pratiquant d' Adimurai. Veera et son père ne s'entende plus en raison d'une attaque de caste par mes membres de la communauté dominante locale de son enfance. Cela a laissé Veera émotionnellement et physiquement marqué.
Rathnavelu est secrétaire dans le même parti que Maamannan et appartient à la communauté dominante. Maamannan et Rathnavelu ne s'entendent pas toujours en raison de l'attitude impétueuse et agressive du dernier. Un jour, après une altercation et remarquant le manque de respect envers son père, Sundaram, par ses collègues et d'autres membres du parti, Rathnavelu s'en prend à eux, ce qui incite Maamannan et Veera à se révolter contre l'inégalité.
Le reste du film explique comment Veera et Maamannan s'attaquent aux obstacles mis en avant par Rathnavelu pour établir le contrôle en politique pour mettre en place l'égalité dans la société.

## Distributions
- Vadivelu : député et président de l'Assemblée législative du Tamil Nadu Maamannan, le père de Veera
- Udhayanidhi Stalin : Athiveeran "Veera", le fils de Maamannan
- Fahadh Faasil : Rathnavelu
- Keerthy Suresh : Leela, la petite amie de Veera, une éducatrice pour les pauvres et les opprimés
- Lal : CM Sindhanai Rajan
- Azhagam Perumal : Salem Sundaram, le père de Rathnavelu et Shanmugavel
- Vijayakumar : chef du parti d'opposition
- Sunil Reddy : Shanmugavel, le frère aîné de Rathnavelu
- Geetha Kailasam : Veerayi, la femme de Maamannan et la mère de Veera
- Raveena Ravi : Jyothi, la femme de Rathnavelu
- TNB Kathir
- Pathmen : homme de main de Rathnavelu
- Ramakrishnan : ami de Veera
- Madhan Dhakshiamoorthy

## Musique
La musique du film est composée par A. R. Rahman, dans sa première collaboration avec Mari Selvaraj et Udhayanidhi Stalin. Le premier titre 'Raasa Kannu' chanté par Vadivelu est sorti le 19 Mai 2023,.
Un évènement a été organisé pour le lancement de l'ensemble des titres. Cet évènement a eu lieu à Chennai, le 1er Juin 2023. Avec l'équipe de Maamannan, Pa. Ranjith, A. R. Murugadoss, Mysskin, Pandiraj, H. Vinoth, Vijay Antony, Kavin, Kamal Hassan, Sivakarthikeyan, Vetrimaaran, S. J. Suryah, Pradeep Ranganathan, Soori, Vignesh Shivan et Boney Kapoor étaient présent à cet évènements,.
Toutes les paroles sont écrites par Yugabharathi, sauf Manna Maamanna qui est écrite par Arivu.

## Réception

### Critiques
Maamannan a reçu des critiques positives de la part des critiques,.
Gopinath Rajendran de The Hindu a déclaré : « Maamannan a certainement son cœur au bon endroit et aborde plusieurs sujets importants. Mais c'est toujours un drame politique décevant qui est sauvé par les brillantes performances de son casting principal."  Bharathy Singaravel de The News Minute a donné au film 4 sur 5 et a déclaré: "Après" Pariyerum Perumal "et" Karnan ", le réalisateur Mari Selvaraj est de retour avec un autre film qui redéfinira la façon dont Kollywood parlera de caste."  Manigandan KR de TheSouthFirst a attribué 3,5 étoiles sur 5 et a déclaré: "Vadivelu et Fahadh Faasil ont présenté un spectacle exceptionnel; à part quelques problèmes mineurs, le film laisse une marque sur le public."  Indiaglitz a donné 3,5 étoiles sur 5 et a déclaré que "l'intense saga politique de Mari Selvaraj gagne également en tant qu'histoire d'une relation entre un père et un fils."  M Suganth du Times of India a donné au film 3 sur 5 et a déclaré "Un drame sociopolitique correct, mais à peine puissant". Janaki K de India Today a attribué au film 2,5 sur 5 et a déclaré : « Maamannan du réalisateur Mari Selvaraj, avec Vadivelu, Udhayanidhi Staline, Fahadh Faasil et Keerthy Suresh, est un film qui dénonce l'injustice sociale dans la société. Alors que le film a des performances solides, l'histoire n'a pas assez de viande (contenu)."  Ananda Vikatan a noté le film 46 sur 100.

### Box-office
Maamannan a rapporté  6 crore dans le monde le jour de son ouverture. Le film se dirigeait vers  50 crores  lors de son week-end d'ouverture dans le monde.